# Globalia
Globalia est un roman d'anticipation développant une dystopie (ou contre-utopie) écrit par Jean-Christophe Rufin et publié en 2004.

## Personnages principaux
- Baïkal Smith
- Kate Smith
- Ron Altman
- Puig Pujols

## Résumé
L'action se déroule dans un futur indéterminé, en juillet 27 d'une ère globalienne, dont on sait seulement qu'elle est postérieure à la nôtre. 
Une sorte d'État mondial, Globalia, assure à ses citoyens la sécurité, la prospérité et une certaine forme de liberté tant qu'ils ne remettent pas en cause le système. Les « zones sécurisées » occupent principalement l'hémisphère nord, tandis que les « non-zones », essentiellement situées dans l'hémisphère sud, sont réputées inhabitées mais servent de refuge à des populations que le pouvoir central qualifie de « terroristes ». Baïkal Smith, un jeune Globalien, cherche à fuir cette société qui lui pèse. 
Ce jeune homme se fait enrôler dans une machination montée par Ron Altman. Celle-ci consiste à créer un ennemi public no 1 pour fédérer les Globaliens contre cette menace extérieure des « non-zones ».

## Grands points de réflexion
- Le besoin d’un ennemi pour la cohésion d’une société et la dérive totalitaire au nom de la lutte contre celui-ci.
- La faiblesse du pouvoir politique face au pouvoir économique.
- La difficulté de concilier liberté et sécurité (bulles/Protection Sociale).
- Les risques de l’étude historique et de la mémoire historique pour la paix en société.
- La société a-t-elle le droit d’exclure des individus au nom de son bien-être (non-zones).
- L’infantilisation des masses au nom de leur bien-être (Fête de la pluie).
- Les risques de la jeunesse pour la société (Contrôle des naissances et crainte des déviances).
- Le rôle des médias dans la perception de la société et sa cohésion (Mise en scène des attentats/moniteur).

## Commentaires de l'auteur
Jean-Christophe Rufin a déclaré avoir écrit Globalia en trois mois, mais que ce projet était en gestation depuis longtemps. Il considère que ce roman fait le lien avec ses essais, en imaginant ce que pourrait devenir le tiers monde dans le futur.
Dans la postface du livre, il explique avoir suivi la même approche narrative que pour ses précédents romans historiques, en mêlant des éléments issus du réel à d'autres qu'il a inventés pour renforcer le pouvoir évocateur de son récit. Il décrit une société dont il redoute qu'elle soit possible dans l'avenir, et dans laquelle il ne pourrait pas vivre. C'est pourquoi les deux personnages principaux auxquels il s'identifie, Baïkal et Kate, sont déterminés à s'enfuir dès le début du roman, en espérant trouver ailleurs la liberté.
Dans un entretien présenté par l'éditeur, l'auteur précise que son roman sert de support à une réflexion sur deux thèmes principaux:
1. imaginer l'évolution des rapports Nord-Sud
2. explorer les risques de dérive de la démocratie dus à la dilution du pouvoir politique, qui perd ainsi en crédibilité: « À Globalia, il y a des élections partout et tout le temps, mais elles ne changent rien à rien ». Le pouvoir économique a pris le pas sur la politique, rejetée car elle est source de conflits et de violence. L'auteur cherche à montrer comment le libéralisme peut ainsi conduire à une nouvelle forme de totalitarisme. Ce « système mou » a besoin d'un ennemi pour maintenir une cohésion sociale reposant sur le sécuritarisme.

Dans ce même entretien, l'auteur évoque également un autre thème abordé, celui de l'égocentrisme qui, poussé à l'extrême, conduit à vouloir s'affranchir des lois naturelles, en particulier celles liées au vieillissement et à la transmission entre générations.
Lors d'une conférence à Cologne, Rufin a cité certains épisodes du roman qui sont tirés de son expérience personnelle. Au Brésil, il a vu de longues rangées de cercueils d'enfants semblables à celles que Baïkal découvre avec horreur dans les « non-zones ». En Afrique du Sud, il a dû protester contre un policier sud-africain qui lui réclamait une carte d'accès avec code-barres destinée à pouvoir le repérer pendant une randonnée : cet incident est à l'origine de l'épisode en « salle de trekking » au début du roman.
Les interviews de l'auteur font souvent référence à la convergence entre ce roman et l'actualité. Par exemple, le thème du Forum économique mondial de Davos était dédié en 2004 à « Un partenariat pour la sécurité et la prospérité », rappelant singulièrement la devise de Globalia (« Liberté, Sécurité, Prospérité »),. Émilie Dejonckheere rapporte que Rufin s'est défendu d'avoir introduit la composante terroriste dans son texte en raison des attentats du 11 septembre 2001, du moins directement, car les manipulations destinées à entretenir la terreur chez les globaliens lui ont été inspirées par les préparatifs de la guerre d'Irak. Fin 2015, en citant Globalia, Léa Salamé fait réagir l'auteur à propos des mesures de sécurité prises à la suite des attentats du 13 novembre.
Dans un entretien avec Marie-Christine Vandoorne, Rufin estime que l'ambiance sécuritaire contemporaine tend à faire considérer comme une menace toute expression identitaire, qu'elle soit d'ordre historique, religieuse, ethnique ou linguistique. Il prend l'exemple des États-Unis dont il considère que leur fondation reposerait presque sur l'idée d'un « nouveau monde » débarrassé « des vieilles identités européennes dangereuses ». Cette peur de la différence est source d'homogénéisation et d'appauvrissement des références culturelles. Dans Globalia, cette tendance est poussée jusqu'à l'absurde : les individus sont conditionnés par la publicité et ont perdu toute personnalité. Par exemple, il n'existe plus qu'une seule langue simplifiée, l'« anglobal ». Elle permet à tous de se comprendre, y compris dans les « non-zones » où les « tribus » l'ont adoptée, même si l'usage de langues vernaculaires y persiste encore. Véhicule culturel par excellence, le livre n'a pas été interdit, car la censure en renforce l'attrait, comme en témoigne l'appétence pour la lecture dans le bloc de l'Est avant la chute du mur de Berlin. À Globalia au contraire, la surabondance de publications insignifiantes a détruit tout intérêt pour la lecture. Au cours du même entretien, l'auteur a indiqué avoir voulu s'inscrire dans la tradition du conte philosophique du XVIIIe siècle, en traitant de sujets très graves, mais de façon romanesque et sur un ton humoristique.

## Avis critiques
Pascale Frey voit dans Globalia « un récit d'aventures plein d'humour et de clins d'œil sur deux mondes qui se côtoient ».
Thierry Gandillot admire la maîtrise avec laquelle Jean-Christophe Rufin reprend la tradition du roman dystopique et gagne un pari très risqué, car la comparaison avec des chefs-d'œuvre tels que 1984 ou Le Meilleur des mondes est inévitable. Ce critique fait également référence à la fin de l'Histoire telle qu'elle est annoncée par Francis Fukuyama, et qui devrait résulter de la chute des régimes totalitaires. Si l'histoire des peuples et des territoires est censurée par les autorités globaliennes, ce régime ne peut cependant se maintenir qu'en entretenant un sentiment de peur face à des menaces terroristes, écologiques et économiques qu'il convient de renouveler sans cesse. Thierry Gandillot apprécie aussi l'aspect romanesque du livre, qui n'est pas seulement une réflexion philosophique, mais qui contient des notes d'humour tout en racontant une histoire d'amour.
Kawthar Ayed met l'accent sur l'« héroïsme désenchanté » des deux principaux personnages dissidents, Baïkal et Puig, dont le regard critique permet de dénoncer la perversion du régime globalien. Mais cet héroïsme est dérisoire, puisque la révolte de ces deux dissidents est en fait orchestrée par le machiavélique Ron Altman. Baïkal est contraint de jouer la « comédie du chef terroriste », tandis que Puig est ridiculisé par son costume de cape et d'épée.
Michel Herland salue un ouvrage ambitieux qui associe une fiction futuriste à une analyse critique des démocraties contemporaines : il s'agit d'extrapoler les tendances actuelles potentiellement porteuses de risques, de les exagérer, ou parfois de les inverser (ex. : le dégoût envers la jeunesse qu'éprouvent les globaliens, d'âge mur pour la plupart). Il juge ces extrapolations « plus ou moins pertinentes », mais il estime que l'auteur a pleinement raison de se placer sous le patronage d'Alexis de Tocqueville en citant De la démocratie en Amérique dans sa postface. Herland s'intéresse particulièrement au système économique de Globalia, même s'il trouve sa description peu précise. Selon son analyse, ce système repose sur un monopole des activités aux mains de quelques patrons de grandes entreprises. Ces derniers ont confisqué le pouvoir réel aux dépens des hommes politiques, qui n'ont qu'un rôle de façade. L'extrême pauvreté est éradiquée, mais la plupart des globaliens vivent chichement dans des logements étroits en raison du manque d'espace en zone protégée. Le travail est rare, mal rémunéré et peu encouragé : les globaliens qui l'abandonnent pour des activités de loisirs perçoivent à vie un revenu « Minimum prospérité ». La publicité et l'obsolescence programmée maintiennent la population dans un état permanent d'insatisfaction consumériste.
Julien Brault estime que ce roman montre que les ONG et les narcotrafiquants sont des facteurs de globalisation encore plus efficaces que les grandes entreprises. Les ONG s'installent souvent après des frappes militaires, de même que les commandos d'intervention globaliens distribuent de l'aide alimentaire dans les « non-zones » qu'ils viennent de bombarder pour maintenir leur suprématie. Si la publicité globalienne milite officiellement contre sa consommation, la drogue importée par les « mafieux » depuis les « non-zones » est en vente libre dans les zones protégées. Les soins du corps occupent une place prépondérante dans les préoccupations des globaliens, et les secteurs économiques qui leur sont liés jouent aussi un rôle important dans la mondialisation (Brault cite l'exemple de l'Oréal). Dans ce même article, Brault considère que la fuite de Baïkal et Kate dans les « non-zones » suggère que le bonheur ne peut se trouver qu'en refusant cette société mondialisée et en vivant ailleurs, « dans le plus grand dénuement ». Il cite à cet égard Henry David Thoreau, auquel se réfère également le romancier,.
Andreu Domingo étudie les aspects démographiques du roman, qui oppose l'allongement de la durée de vie et la stricte régulation des naissances dans Globalia à la faible espérance de vie dans les « non-zones » où les enfants pullulent. Il fait un parallèle avec les Non-lieux de Marc Augé : cette vision de la « surmodernité » s'applique assez bien à la société globalienne.
Christian Moraru relève le paradoxe de la globalité revendiquée par Globalia, alors que cette société ne se maintient que parce qu'elle n'englobe pas le domaine extérieur des « non-zones », ce qui est vital pour sa « logique d'auto-préservation manichéenne ».
Uliana Gancea explore la dimension écologique du roman. À l'intérieur de Globalia, la nature est entièrement domestiquée, alors que les « non-zones » extérieures sont fortement polluées et apparemment laissées à l'abandon. Cependant, le gouvernement globalien subventionne des « tribus » chargées de protéger les « puits d'ozone » de la forêt amazonienne.
Pour Stéphanie Posthumus, le roman vise clairement la société américaine contemporaine. Le discours environnementaliste officiel renforce le contrôle absolu de la population de Globalia. Tous les animaux et végétaux sont sanctuarisés : il est strictement interdit de leur porter atteinte. Les ressources naturelles ne peuvent théoriquement servir à la production d'énergie, et les véhicules fonctionnent avec un « carburant propre K8 », dont la production polluante à partir du pétrole est cachée dans les « non-zones ». L'esprit de résistance au discours officiel est entretenu par l'Association Walden, dont le nom évoque Walden ou la Vie dans les bois (un livre de  Henry David Thoreau, référence incontournable pour de nombreux écologistes). Cette association gère des bibliothèques publiques où sont conservés des livres et autres documents écrits susceptibles de faire germer des idées de révolte. La lecture n'est pas formellement prohibée, mais la plupart des globaliens en ont été dégoûtés par la prolifération délibérée de publications insipides.

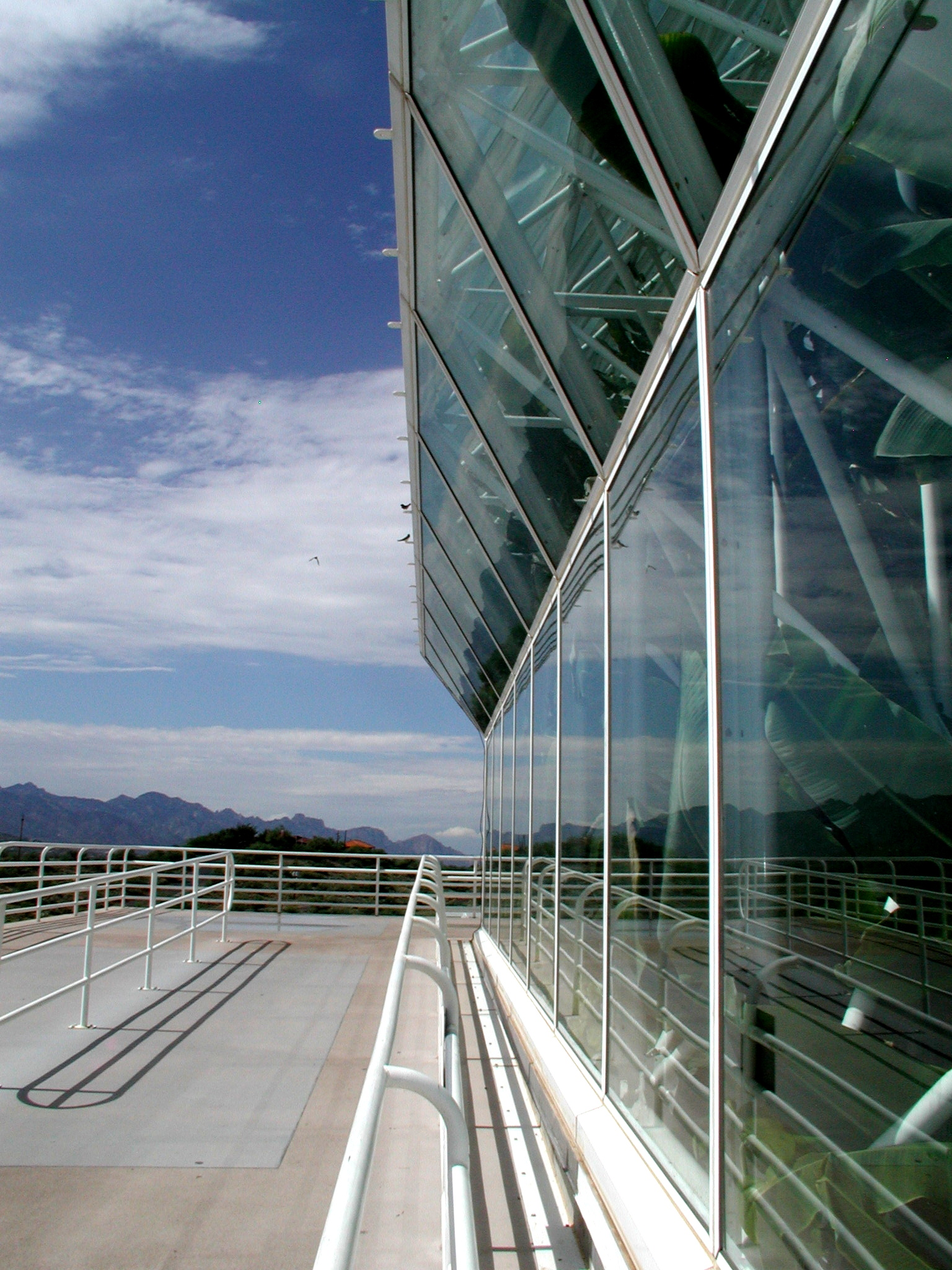
Les parois de verre de Globalia peuvent faire penser à celles qui protègent Biosphère 2 du climat désertique environnant.

Emmanuel Buzay s'est intéressé à l'utilisation du livre en tant qu'objet dans la littérature d'anticipation, notamment dans Globalia. La culture du livre y est opposée à celle de l'écran, et l'association Walden a pour but de permettre à ses adhérents de retrouver un mode de pensée individuelle grâce à la lecture, et d'avoir accès à la réalité masquée par la communication de masse que diffusent les écrans. Dans ce roman, le livre phare est le Walden de Thoreau, que chaque nouvel adhérent de l'association éponyme est invité à lire. Il fait une très forte impression à Puig, qui découvre ainsi la possibilité d'un mode de vie radicalement différent de celui pour lequel il est conditionné. À la dernière page du roman, il est à nouveau question du livre de Thoreau, symbole d'une vie libre proche de la nature.
Dans sa thèse de doctorat, Émilie Dejonckheere émet des réserves sur le style et la forme du roman, dont elle juge le langage trop simple à son goût. Elle aurait souhaité plus d'élan dans la progression du récit, et elle regrette le manque de précision dans la description des événements qui ont conduit à la création de Globalia. Elle estime que l'intérêt de l'ouvrage réside principalement dans sa dénonciation des failles de la société contemporaine, dont l'avenir est incertain, et dans son interrogation sur le devenir de l'être humain. Elle rapproche le système gobalien de celui de Biosphère 2, tel qu'il est perçu négativement par Jean Baudrillard dans L'illusion de la fin ou La grève des événements: des structures en verre protègent les deux entités, et leur équilibre écologique et climatique est strictement contrôlé de façon assez similaire,.
Dans une étude sur la pertinence des littérateurs voulant traiter de questions sociétales, le sociologue Yves Gilbert fait référence à la postface de Globalia, où Rufin revendique le droit du romancier à traiter de questions scientifiques ou philosophiques sans s'en tenir aux faits ou aux idées, mais en leur donnant vie en introduisant de l'émotion, de la tragédie ou de l'humour et de la dérision. À l'inverse de l'essayiste, il ne doit pas prendre parti, mais laisser le lecteur réagir selon sa propre sensibilité.

## Éditions
- Jean-Christophe Rufin, Globalia, Paris, éd. Gallimard, coll. « Blanche », 1er janvier 2004, 512 p., 140 × 205 mm (ISBN 2-07-073729-2, BNF 39129664).Édition originale en grand format.
- Jean-Christophe Rufin, Globalia, Versailles, éd. Feryane, 15 mai 2004, 363 + 368, 22 cm (ISBN 2-84011-593-X, BNF 39198098).Édition en gros caractères. 2 volumes.
- Jean-Christophe Rufin, Globalia, Paris, éd. Gallimard, coll. « Folio » (no 4230), 2 juin 2005, 512 p., 108 × 178 mm (ISBN 978-2-07-030918-4, BNF 39990817).Édition au format de poche.